# Barbara Loth

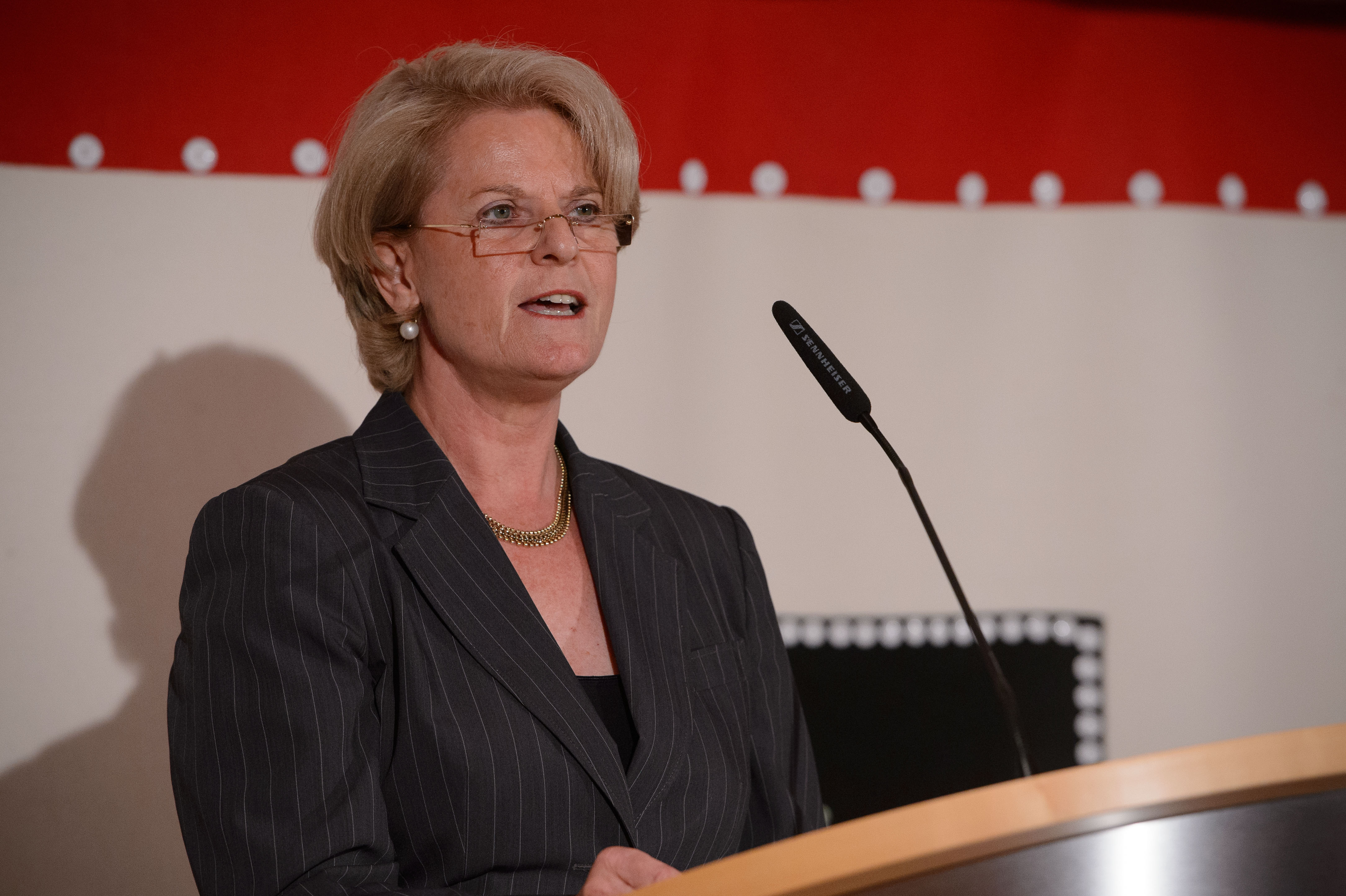
Barbara Loth, 2014

Barbara Eva Loth (* 14. Januar 1957 in Duisburg), geborene Lofing, ist eine deutsche Politikerin (SPD). Zurzeit arbeitet sie als Rechtsanwältin mit dem Schwerpunkt Arbeitsrecht in Berlin. Von Dezember 2011 bis Dezember 2016 war sie Staatssekretärin in der Senatsverwaltung für Arbeit, Integration und Frauen des Landes Berlin. Zuvor war sie von 2006 an Bezirksstadträtin für Wirtschaft, Verkehr und Gesundheit in Berlin Steglitz-Zehlendorf, wobei sie hier ab Oktober 2011 zusätzlich die Funktion der stellvertretenden Bezirksbürgermeisterin ausübte. Bei der Berlinwahl am 18. September 2016 kandidierte sie im Wahlkreis Steglitz-Zehlendorf 7 (Wannsee, Nikolassee, Schlachtensee) als SPD-Kandidatin für das Abgeordnetenhaus.

## Leben und Beruf
Nach ihrem Abitur, welches Loth im Jahr 1976 ablegte, begann sie ein Studium der Rechtswissenschaften, welches sie 1982 mit dem ersten juristischen Staatsexamen abschloss. Nach dem zweiten Staatsexamen im Jahr 1985 begann sie zunächst eine Tätigkeit als Rechtsanwältin mit dem Schwerpunkt Arbeitsrecht. Nach einer Tätigkeit als Wissenschaftliche Mitarbeiterin an der Freien Universität Berlin in den Jahren von 1987 bis 1990, bzw. auch an der Humboldt-Universität im Jahr 1990 wurde sie 1991 zur Richterin am Arbeitsgericht Berlin berufen.
Loth hat zwei Söhne. Sie lebt in Berlin-Nikolassee.

## Politik
1994 trat Loth in die SPD ein. Hier war sie zunächst Mitglied des geschäftsführenden Abteilungsvorstandes der Abteilung Seenplatte und im Vorstand der Arbeitsgemeinschaft sozialdemokratischer Frauen.
Von 2002 bis 2012 gehörte sie dem geschäftsführenden Kreisvorstand der SPD Steglitz-Zehlendorf an, wo sie u. a. von 2006 bis 2012 stellvertretende Kreisvorsitzende war. Seither ist sie auch Mitglied des Vorstands der Arbeitsgemeinschaft der Juristen in der SPD und des Lenkungsausschusses des Fachausschusses für Wirtschaft, Arbeit und Technologie, dem sie seit 2006 vorsitzt.
Seit 2004 gehört sie dem Landesvorstand der Berliner SPD und ist seit 2006 stellvertretende Landesvorsitzende der SPD Berlin.
Zusätzlich ist sie Vorsitzende des SPD-Fachausschusses für Wirtschaft und Arbeit.

## Ämter

### Bezirksstadträtin (2006–2011)
Am 15. November 2006 wurde sie zur Bezirksstadträtin für Wirtschaft, Gesundheit und Verkehr im Bezirk Steglitz-Zehlendorf gewählt.

### Staatssekretärin (2011–2016)
Nach der Wahl zum Berliner Abgeordnetenhaus am 18. September 2011 wurde sie von der neuen Senatorin für Arbeit, Frauen und Integration, Dilek Kolat, zur Staatssekretärin berufen.
Am 8. Dezember 2016 wurde Loth in den einstweiligen Ruhestand versetzt.

## Ehrenamt
Von 1998 bis 2006 war Loth Vorsitzende des Gesamtrichterrats der Berliner Arbeitsgerichtsbarkeit und von 2004 bis 2006 Vorsitzende des Hauptrichterrats der Berliner Richterinnen und Richter.
Von 2000 bis 2002 war sie Gesamtelternvertreterin am Werner-von-Siemens-Gymnasium in Berlin.

## Mitgliedschaften
Barbara Loth ist in einer Vielzahl von Vereinigungen ehrenamtlich tätig. Hierzu zählen vor allem folgende Organisationen:
- Verdi (vorher: ÖTV)
- Arbeitsgerichtsverband
- Deutscher Juristinnenbund
- Deutscher Juristentag
- Deutsch-italienischer Juristenverein
- Berliner Freundes- und Förderkreis Arbeitsrecht Gestern-Heute-Morgen e.V.
- Freundeskreis des Werner-von-Siemens-Gymnasiums
- Arbeiterwohlfahrt Zehlendorf
- Förderkreis Tourismus Berlin Südwest e.V.